# Minettia zuercheri
Minettia zuercheri är en tvåvingeart som först beskrevs av Friedrich Georg Hendel 1933.  Minettia zuercheri ingår i släktet Minettia och familjen lövflugor.
Artens utbredningsområde är Paraguay. Inga underarter finns listade i Catalogue of Life.